# Museo de la Ciudad (Calabozo)
El Museo de la Ciudad de Calabozo, Venezuela, fue fundado el 23 de julio de 2004 por iniciativa del alcalde de entonces. A mediados del 2007 se firmó un convenio entre la Alcaldía del Municipio Francisco de Miranda y la Fundación Museos Nacionales para que nuestro museo pasara a formar parte de la Red de Museos del Ministerio del Poder Popular para la Cultura ya que es el primer museo de todo el estado Guárico.
Antigua casa de la familia valera, donde podemos ver una de las entradas al túnel de Calabozo, este túnel, construido a finales del siglo XVIII, conectaba las iglesias de Calabozo y servía como vía de escape a algunas familias que tenían acceso a éste en la época de la guerra de la independencia, además cuenta con la colección de Pines de la familia de Juan Vicente Torrealba. La casa donde funciona el museo fue adquirida por la Alcaldía del Municipio en 2004, después de adquirida la misma se iniciaron los planes para la pronta creación del museo de la ciudad, idea que desde hacía siglos inquietaba a muchos Calaboceños, en décadas recientes se realizaban iniciativas en algunos espacios públicos (Casa de la Cultura, etc) exhibiendo muebles antiguos, cuadros, máquinas de coser, ropa, documentos, enseres y reliquias que poseían o pedían prestadas los organizadores a las familias Calaboceñas, muchos intentos fueron infructuosos para la creación de este museo, hasta que en el año 2004 mismo año de adquisición de la casa.
Su nacimiento obedeció al hecho de que la región no contaba con un inventario de las obras artísticas a nivel arquitectónico, plástico y artesanal, así mismo a la carencia de investigaciones donde se valoraran los procesos que produjeron tales manifestaciones.

## Perfil
El Museo de la Ciudad de Calabozo se  perfila  con un lineamiento de investigación de corte antropológico que concibe lo arquitectónico, los objetos que permiten la existencia humana dentro de esos espacios, las obras de arte, saberes y las manifestaciones folclóricas como testimonio tangible de la cultura regional, en consecuencia su tratamiento implica el análisis de los mismos para establecer un contexto social e histórico entendido dentro de una relación arte-cultura y comunidad que le dan forma a una ciudad y a un país con vida propia y características particulares. Al  asumir la ciudad como un cuerpo vivo, que crece, se desarrolla y que intenta perpetuarse para el futuro de una manera autónoma e independiente, La relación museo-ciudad, determina que esta institución se convierte en un punto de convergencia entre las manifestaciones folclóricas, artísticas y culturales de la ciudad, el estado, el país, el continente y el mundo.
El Museo de la Ciudad de Calabozo se concibe  entonces  como una institución multidisciplinaria generadora de cambios en la calidad cultural de la comunidad al destacar los valores estéticos y artísticos con que ha contado y cuenta la región, para que sus hechos creativos puedan ser evaluados con un mejor criterio por sectores cada vez más amplios de la población, sin excepciones, de manera de poder garantizar el acceso a los bienes patrimoniales al servicio del pueblo. De la misma manera el museo se mantiene en estrecha relación con las comunidades del Municipio y del Estado Guárico, tratando de alcanzar todos los rincones de la geografía política.

## Misión
El Museo de la Ciudad de Calabozo está destinado a investigar, coleccionar, preservar y difundir el patrimonio tangible e intangible propio de esta región, haciendo hincapié en la arquitectura, las artes plásticas, la artesanía, el folclor y los objetos que han hecho posible la vida del pasado y del presente, entendiendo que  tienen un valor universal y un carácter de testimonio cultural. 

## Valores
El Museo de la Ciudad  de Calabozo mantiene unos valores que definen su filosofía, el espíritu con el que afrontar su Misión y el que debe presidir sus actuaciones.

### Sensibilidad y respeto por el arte
Trabajamos desde la sensibilidad artística, y el respeto hacia las  arte preside nuestras acciones.
En el desarrollo de nuestra actividad somos plenamente conscientes de que el objeto con el que trabajamos, tiene un valor que va más allá de su mera materialidad; si preservarlo es importante, apreciarlo como expresión de la condición humana es imprescindible para otorgarle la consideración que merece. Desde esta premisa se desarrollan todas las actividades en El Museo de la Ciudad  de Calabozo.

### Integración con la comunidad
Contribuimos al enriquecimiento de la actividad artística y cultural en El  Municipio, El Estado y El País. El Museo no quiere ser el centro de toda la actividad artístico-cultural  que se desarrolla en el entorno, sino que desea ser un elemento más de dinamización y  de encuentro que integre no sólo a otras instituciones culturales, sino al ciudadano  en general.

### Compromiso con la calidad
El éxito del Museo está unido a la excelencia en su gestión; ello nos obliga a trabajar con calidad y profundizar en la mejora continua de su actividad.

### Orientación didáctica
Nuestro primer compromiso es facilitar el acercamiento del público a la cultura regional.
Cada exposición del Museo  de la Ciudad  de calabozo  exige una revisión de la tarea pedagógica. El Museo tiene clara su vocación de institución educativa; por ello, cada proyecto exige cuestionarse las técnicas, materiales y ambientes que impliquen una experiencia educativa informal, interdisciplinaria y lo más interactiva posible, ya que la educación museística se aleja de la rigidez académica a la hora de transmitir la información, puesto que el propósito es ampliar los horizontes humanísticos y servir de enriquecimiento personal para nuestros visitantes.

### Integración y cooperación
Para el Museo de la Ciudad de Calabozo la organización el trabajo en Red supone un beneficio mutuo que surge de la sinergia que genera una relación multilateral.

### Compromiso con la sociedad
El Museo de la ciudad tiene como tarea fundamental servir de instrumento de divulgación de la cultura en nuestra sociedad, educando desde Las artes  e impulsamos el trabajo participativo basado en la honestidad, confianza, integridad y responsabilidad de las personas, fomentado valores de libertad, igualdad y diversidad,.
- Datos: Q6034209